# Cuenca del río Paicaví
La cuenca del río Paicaví es el espacio natural conformado por la cuenca hidrográfica del río Paicaví que va desde las laderas orientales de la cordillera de Nahuelbuta hasta el océano Pacífico cubriendo un área de 1193 km².
A partir de los años 70 se ha ampliado el concepto de cuenca hasta entender, ya en los primeros años del siglo XXI, una cuenca hidrográfica en lo que respecta a su definición espacial y funcional, como la unidad geopolítica y socioeconómica más apropiada y racional para el desarrollo integrado de los recursos de tierras y aguas asociados a la vegetación y en conjunto con los usuarios de nivel local y regional.: 17 
La cuenca del Paicaví está incluida en el espacio administrativo definido en el inventario de cuencas de Chile como la subcuenca 0882 de la cuenca 088 que tiene el nombre Cuencas costeras Lebu - Paicaví. Está dividida a su vez en 4 subsubcuencas: la del río Tucapel (08820), la del río Leiva (08821), la del río Peleco (08822) y finalmente la del río Paicaví mismo (08823).

La cuenca administrativa número 088 incluye, además de la cuenca natural del río Paicaví, varias otras cuencas naturales como la del río Licauquén, estero Yeneco, etc.

## Límites
La cuenca limita al noroeste con las cuencas del estero Lloncao, del Licauquén que pertenecen a su mismo ítem 088 del inventario de cuencas de Chile, al norte limita con la cuenca del río Lebu, al este, separada por la cordillera de Nahuelbuta, con la cuenca del río Biobío y con la cuenca del río Imperial. Al sur con la cuenca del lago Lleulleu.
Sus extremos alcanzan las coordenadas geográficas 37°36′ S, 38°03′S, 73°01′W y 73°29′ O.: 441 

## Población y regiones
La cuenca del río Paicaví está inscrita en la Región del Biobío, tiene 1193 km² (3% de la Región) que abarcan las provincias de Malleco y Arauco y las comunas de Los Álamos, Cañete y Contulmo y en su área de drenaje se encuentran las ciudades de Cañete, Antiguala, Contulmo, Cayucupil y otras.
Las principales localidades según el número de habitantes que se emplazan en la cuenca, se pueden mencionar las siguientes:
| Nombre     | Población total en 2002 | Población urbana en 2002 | Cauces asociados |
| ---------- | ----------------------- | ------------------------ | ---------------- |
| Cañete     | 31.270                  | 19.839                   | Río Paicaví      |
| Contulmo   | 5.838                   | 2.442                    |                  |
| Antiguala* | 643                     | ND                       | Río Caramávida   |

ND: Sin información

## Subdivisiones
La Dirección General de Aguas ha dividido la cuenca del Paicaví para mejor estudio y administración en las siguientes subcuencas y subsubcuencas:
| 088 Costeras Lebu - Paicaví (mapa) |       |                                                                     |      |
| 0880                               | 08800 | Costeras entre Río Lebu y Estero Pangue                             | 212  |
| 0881                               | 08810 | Costeras Entre Río Pangue (Incluido) y Río Paicavi                  | 269  |
| 0882                               | 08820 | Río Tucapel (Caramavida) hasta Río Leiva                            | 268  |
| 0882                               | 08821 | Río Leiva (Caicupil , Butamalal)                                    | 421  |
| 0882                               | 08822 | Río Peleco Entre Junta Ríos Tucapel y Leiva y Desagüe Lago Lanalhue | 438  |
| 0882                               | 08823 | Río Paicavi entre Lago Lanalhue y desembocadura                     | 88   |
| Totales:                           |       |                                                                     |      |
| 3                                  | 6     | Región: VIII (100%) / Tipo: Exorreica / Desemb.: O. Pacífico        | 1608 |

Como se dijo antes, las subcuencas 0880 y 0881 de esta lista no pertenecen a la cuenca natural o hidrográfica del río Paicaví.

## Hidrología

Diagrama unifilar de la cuenca del río Paicaví.

### Red hidrográfica
Los cuerpos de agua considerados en esta categoría son:

### Caudal y régimen
Toda la cuenca del río Paicaví, con sus principales aportantes, Caramavida y Butamalal, tiene un claro régimen pluvial, con sus mayores caudales en meses de invierno. En años lluviosos las crecidas ocurren entre junio y agosto, producto de importantes precipitaciones invernales. En años secos los mayores caudales también se deben a aportes pluviales, presentándose entre julio y agosto. El período de menores caudales se observa en el trimestre dado por los meses de enero a marzo.: 26 

### Humedales
De acuerdo a los registros actualizados en la zona de la cuenca se identifica al Humedal cuatro tubos, ubicado en la subcuenca "Rio Leiva (Caicupil , Butamalal)", en la comuna de Cañete. Tiene un total de 1,119596 hectáreas y se encuentra totalmente dentro del radio urbano. Posee influencia del Estero Caillin, el Estero Agua del Carmen y el Río Leiva. Antiguamente el humedal se reconocía como un sector en que se desarrollaban actividades recreacionales, paseos familiares, y se efectuaban actividades recreativas acuáticas (similar a un balneario).
Dentro de las especies identificadas en este humedal se encuentra Pleurodema thaul (Sapito de cuatro ojos), Calyptocephalella gayi (rana chilena) y Myocastor Coypus (coipo)  

## Actividades económicas
El motor de la economía de la región es el turismo que se mueve en torno a los atractivos naturales existentes en la zona, entre ellos el Lago Lanalhue y su cercanía a los sitios pertenecientes al Sistema Nacional de Áreas Silvestres Protegidas por el Estado.
También Cayucupil y la ciudad de Cañete están entre de los preferidos sitios turísticos de la zona debido a su legado histórico y cultural .

## Áreas bajo protección oficial y conservación de la biodiversidad
Las Áreas bajo Protección Oficial pertenecientes al Sistema Nacional de Áreas Silvestres Protegidas por el Estado (SNASPE) que se emplazan en la cuenca corresponden a:: 10 
- Monumento Natural Contulmo
- Parque Nacional Nahuelbuta

Las áreas bajo Protección Oficial y Conservación de la Biodiversidad es el “Lago Lanalhue”, ubicado al sur de la provincia de Arauco, entre las comunas de Contulmo y Cañete, su importancia radica en que es uno de los lagos costeros naturales de mayor tamaño de Chile y El Natri ha sido declarado santuario de la naturaleza de Chile.

## Flora y fauna
La flora terrestre de la cuenca se encuentra constituida principalmente por una comunidad, el Bosque caducifolio de Concepción. Sin embargo, se ha reporta evidencia que ha sido reemplazo por la especie Pinus Radiata. Las formaciones más características son: Roble (Nothofagus obliqua) – Queule (Gomortega keule); Lluvia de oro (Cytisus monspessulanus) – Retamillo (Sarothamnus scoparius); Yelmo (Griselinia scandens); Aster (Aster vahlií) o mata negra 